# The Absent-Minded Valet
The Absent-Minded Valet è un cortometraggio muto del 1912 diretto da Frederick A. Thomson (come Frederick Thomson).

## Produzione
Il film fu prodotto dalla Vitagraph Company of America.

## Distribuzione
Distribuito dalla General Film Company, il film - un cortometraggio in una bobina - uscì nelle sale cinematografiche statunitensi il 2 dicembre 1912.